# Mohamed Guemroud
Mohamed Guemroud (en arabe : محمد قمرود) est un footballeur algérien né le 28 août 1994 à Alger. Il évolue au poste d'arrière droit à l'USM Khenchela.

## Palmarès
JS Kabylie
- Coupe d'Algérie :
  - Finaliste : 2017-18.